# Ряшкутенай
Ряшкутенай (лит. Reškutėnai) — село в восточной части Литвы. Входит в состав Швенченеляйского староства Швянчёнского района. По данным переписи Литвы 2011 года, население Ряшкутеная составляло 117 человек, в 2010 году — 120 человек.

## География
Село расположено в северной части района, в 13 километрах от города Швянчёнеляй. Находится между озёрами Крятуонас и Крятуоникштис.

## История
Окрестности Решкутеная были заселены еще в эпоху неолита — жители здесь занимались охотой и рыбной ловлей.
В 1911 году в селе была открыта русскоязычная начальная школа, в 1918 году открыта школа на литовском языке.

## Инфраструктура
В селе имеется:
- Начальная школа
- Библиотека (основана в 1953 году)
- Почтовое отделение
- Музей (основан в 1974 году)
- Медпункт (действует с 1960 года)

## Население
| 1846                           | 1905 | 1931 | 1959 | 1970 | 1979 | 1986 | 1989 | 2001 | 2011 |
| ------------------------------ | ---- | ---- | ---- | ---- | ---- | ---- | ---- | ---- | ---- |
| 175                            | 292  | 328  | 250  | 261  | 295  | 247  | 227  | 181  | 117  |
| Гистограмма динамики населения |      |      |      |      |      |      |      |      |      |

## Галерея

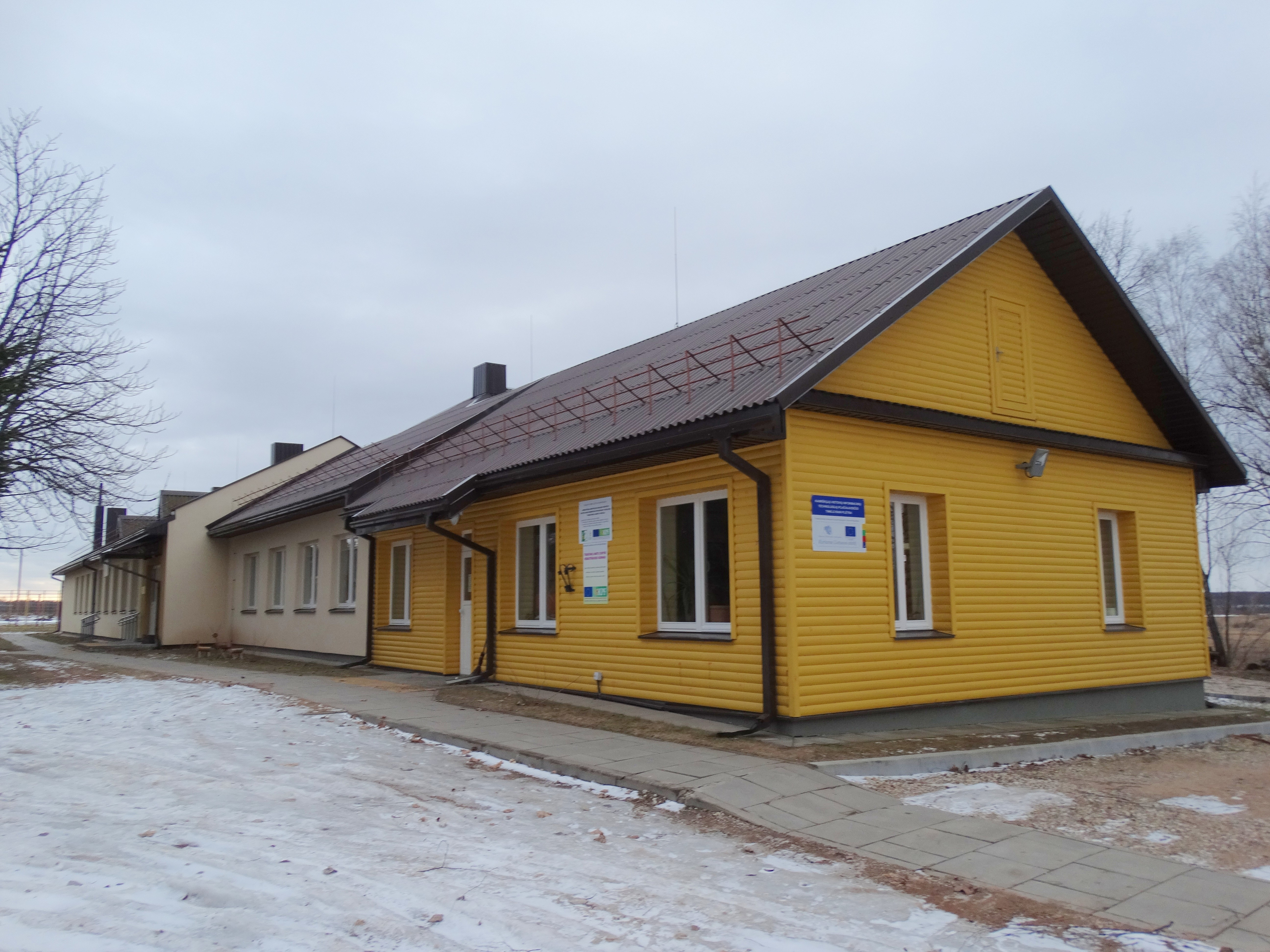
Здание библиотеки
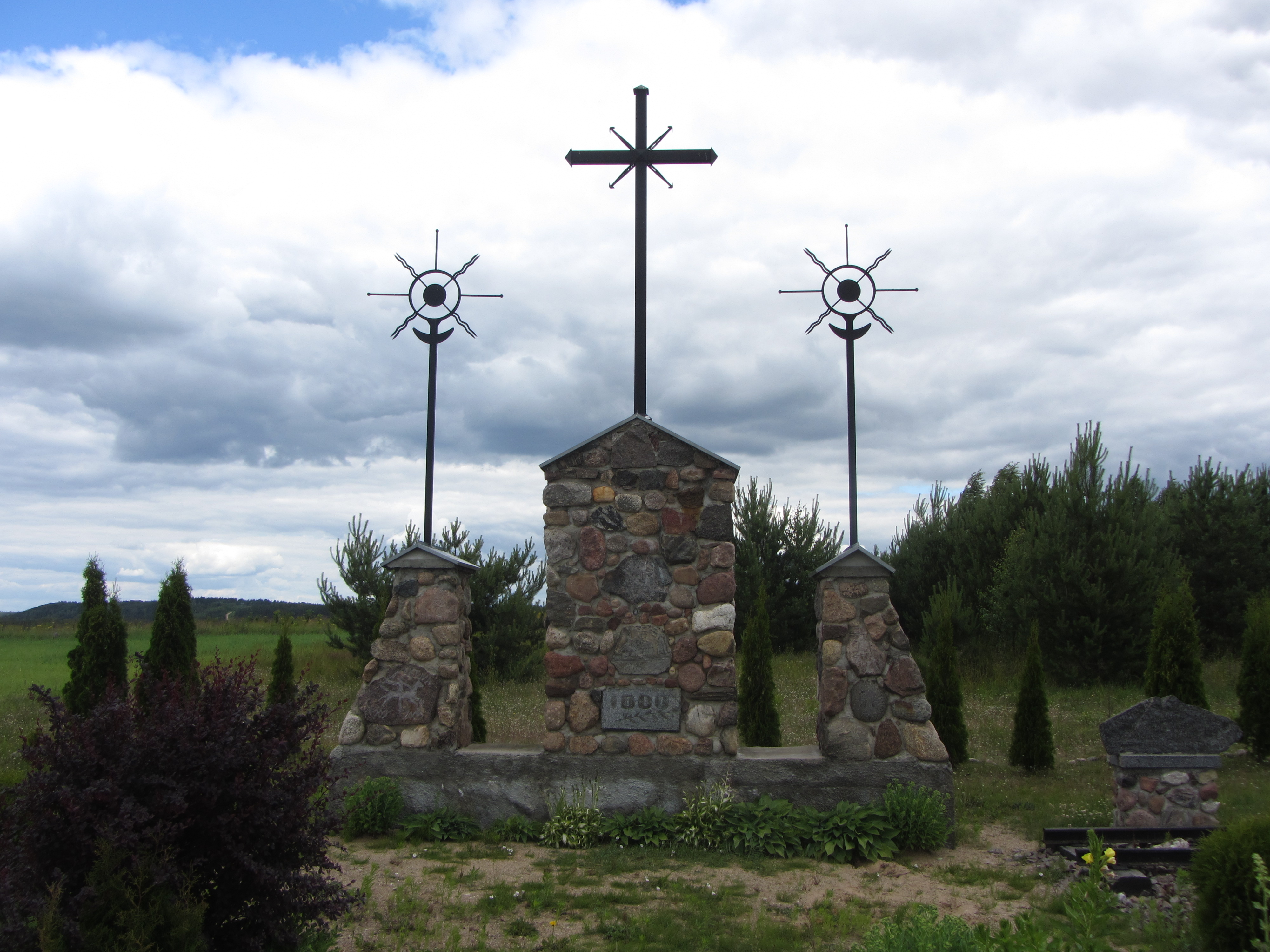
Памятник 1000-летию Литвы
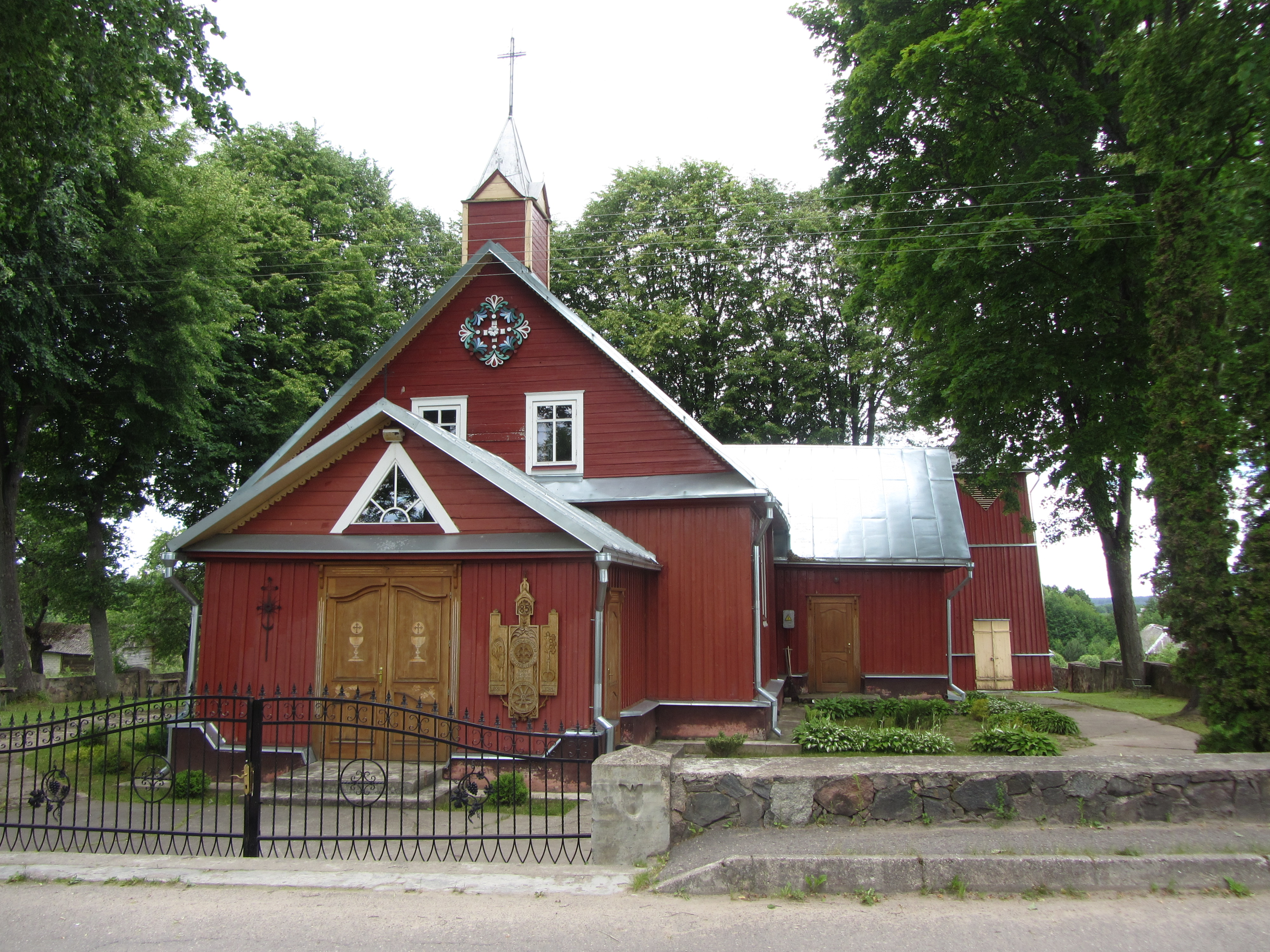
Отреставрированная церковь, 2015 год
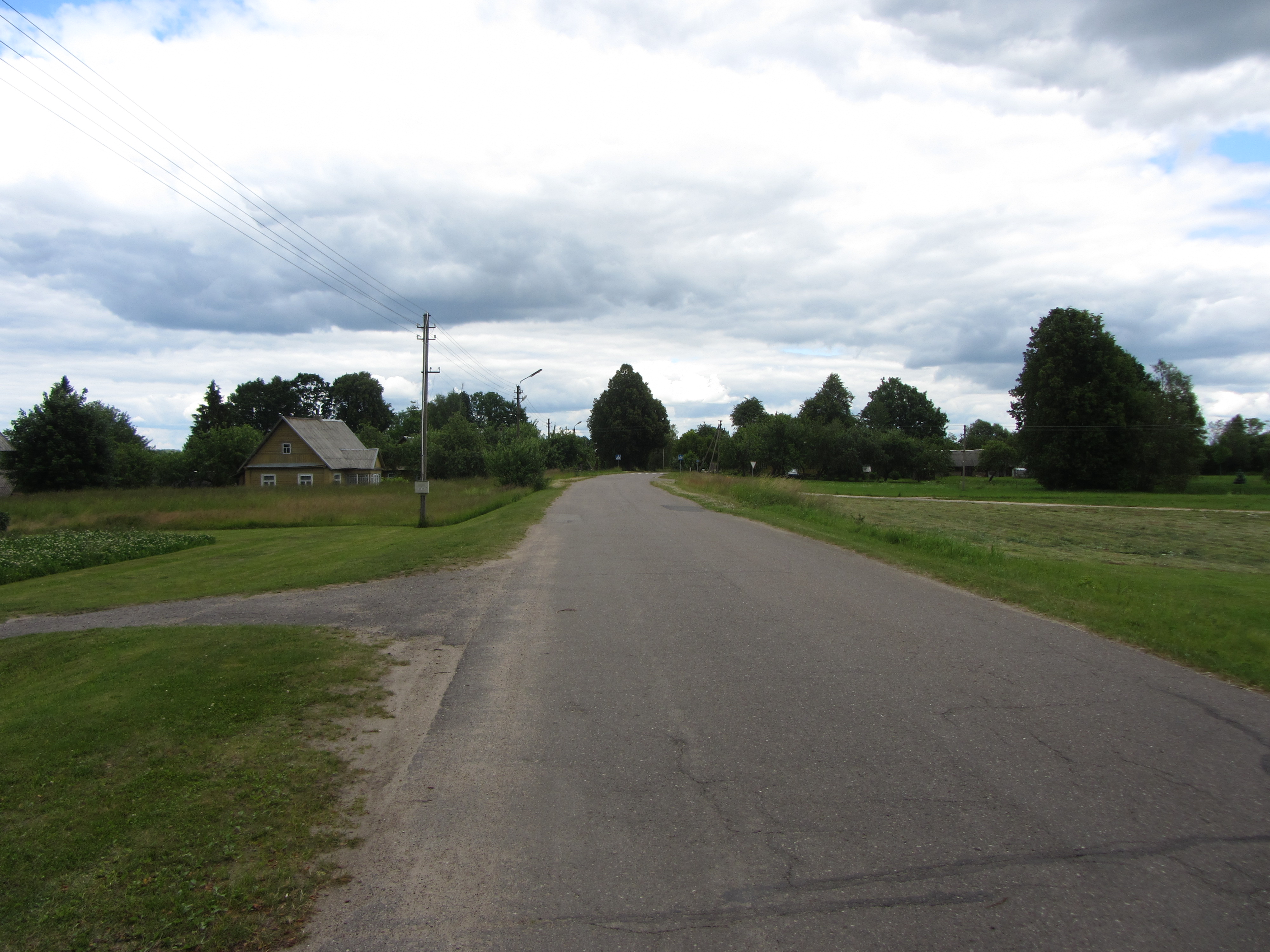
Дорога в селе

## Известные уроженцы
В 1930 году в селе родился Бронюс Блажис — советский инженер-гидротехник, кандидат технических наук.